# Черепович, Анатолий Леонтьевич
Анато́лий Лео́нтьевич Черепо́вич (30 июля 1936, Симферополь — 2 августа 1970, Каунас) — советский шоссейный велогонщик, выступал за сборную СССР во второй половине 1950-х — первой половине 1960-х годов. Трёхкратный победитель «Велогонки мира» в командном зачёте, чемпион всесоюзных и республиканских первенств, участник летних Олимпийских игр в Мельбурне. На соревнованиях представлял спортивные общества «Пищевик» и ЦСКА. Мастер спорта СССР (1955). Заслуженный мастер спорта СССР. Также известен как тренер по велоспорту, майор советской армии.

## Биография
Родился 30 июля 1936 года в городе Симферополе в Крыму. Рос без отца в сложных послевоенных условиях, жил с матерью и братом.
Окончив школу, устроился работать учеником бондаря на Симферопольском консервном заводе имени 1 Мая. Активно заниматься велоспортом начал в секции добровольного спортивного общества «Пищевик», проходил подготовку под руководством тренеров Василия Клименко и Николая Божко. Позже, став военнослужащим, представлял ЦСКА.
Первого серьёзного успеха в шоссейном велоспорте добился в 1954 году, когда одержал победу в многодневной гонке «Киев — Симферополь — Киев» и выполнил тем самым норматив мастера спорта. Год спустя участвовал в пятой всесоюзной велогонке по маршруту «Москва — Минск — Киев — Харьков — Москва» протяжённостью свыше двух тысяч километров и сумел выиграть пятый этап в 214 км между Минском и Бобруйском.
Ещё через год дебютировал на шоссейном чемпионате мира, в групповой гонке в Копенгагене финишировал четырнадцатым. Благодаря череде удачных выступлений удостоился права защищать честь страны на летних Олимпийских играх 1956 года в Мельбурне, тем не менее, попасть в число призёров здесь не смог: в индивидуальном зачёте финишировал пятнадцатым, тогда как в командном вместе с Николаем Колумбетом, Виктором Капитоновым и Виктором Вершининым был шестым.
В общей сложности Черепович оставался действующим спортсменом в течение десяти лет, за это время неоднократно выигрывал всесоюзные и всероссийские первенства, принял участие в восьми чемпионатах мира и в шести «Велогонках мира» (1957, 1959, 1961—1964), в том числе с советской сборной трижды побеждал в командном зачёте, за что был удостоен почётного звания «Заслуженный мастер спорта СССР» (в индивидуальной генеральной классификации разместился на четвёртой строке в 1961 году и на пятой в 1963-м). Рассматривался как основной кандидат на участие в Олимпийских играх 1960 года в Риме, однако незадолго до начала соревнований на «Туре Египта» серьёзно травмировал ключицу и вынужден был отказаться от этой поездки.
Имел высшее образование, окончил Государственный дважды орденоносный институт физической культуры имени П. Ф. Лесгафта (ныне Национальный государственный университет физической культуры, спорта и здоровья имени П. Ф. Лесгафта). После завершения спортивной карьеры перешёл на тренерскую работу, был старшим тренером в ЦСКА и вторым тренером сборной СССР.
2 августа 1970 года на чемпионате СССР в Каунасе Анатолий Черепович наблюдал за гонкой, находясь за рулём автомобиля. Не справившись с управлением на одном из поворотов, он перевернулся и вскоре скончался от полученного удара в висок. Спустя две недели на чемпионате мира в английском Лестере советская сборная впервые в своей истории выиграла шоссейную командную гонку с раздельным стартом.